# Коттен, Элизабет
Элизабет (Либба) Коттен (англ. Elizabeth "Libba" Cotten, в девичестве Элизабет Невиллс (англ. Elizabeth Nevills); 5 января 1893, Карборо, Северная Каролина, США — 29 июня 1987, Сиракьюс, Нью-Йорк, США) — американская блюзовая и фолк-певица, гитаристка и банджоистка. Лауреат Грэмми в номинации «Лучшая этническая или традиционная народная запись» (1985), номинант Грэмми в той же номинации (1986). Номинант Blues Music Awards в номинации «Исполнительница традиционного блюза» (1980, 1982, 1987). Введена в Зал славы рок-н-ролла (2022). Находится на 36 месте в списке 100 величайших гитаристов всех времён по версии журнала Rolling Stone (2023)

## Биография
Элизабет Коттен родилась в 1893 году близ Чапел-Хилла (сейчас часть Карборо), младшей из пяти детей. Её родителями были Джордж Невилл (или Невиллс) и Луиза Прайс Невилл. По воспоминаниям Коттен, все её дяди со стороны матери играли на скрипках, а мать пела старые песни. Своё имя получила лишь в первый школьный день (родители не могли договориться о имени), и когда учитель спросил её имя, она ответила так, как её называли дома: "Li’l Sis. В возрасте девяти лет была вынуждена оставить школу и стала работать домработницей. Она зарабатывала доллар в месяц, и её мать копила деньги для покупки первой гитары, которой стал инструмент «Sears and Roebuck», ценой $3,75 (эквивалент $127 в 2023 году). Несмотря на то, что она училась играть самостоятельно, она быстро освоила гитару, и в её репертуаре было большое количество регтайм- и танцевальных песен.

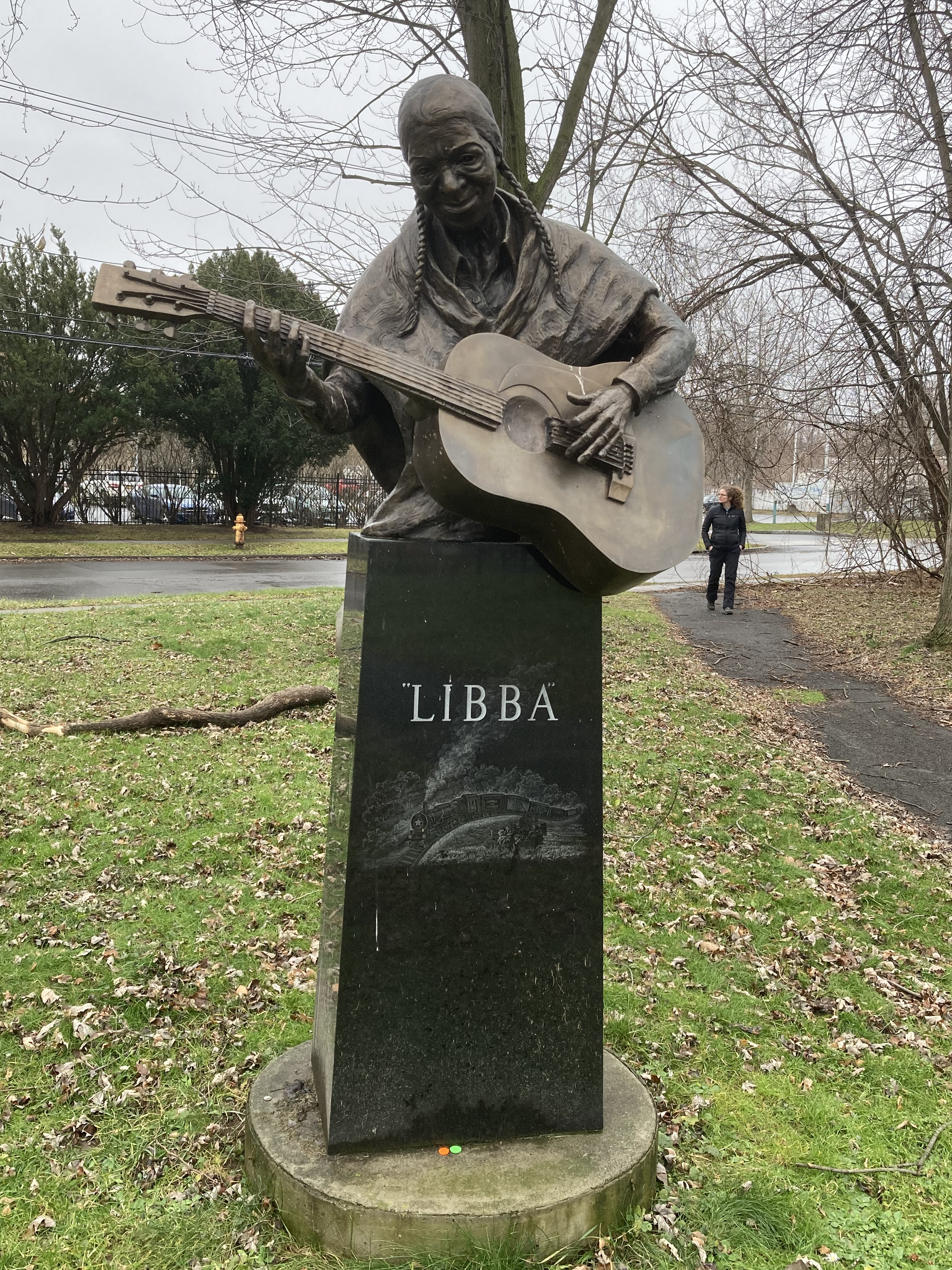
Статуя Элизабет Коттен в сквере Сиракьюз, названном в честь певицы

Примечателен стиль игры Элизабет Коттен. Она была левшой, и начинала играть в раннем детстве на банджо старшего брата, где верхняя струна короткая и высокая. Начав играть на обычной гитаре, самостоятельно учившаяся девочка не изменила порядок струн и таким образом, низкие струны были внизу. Результатом этого стал её примечательный уникальный стиль, известный как «Cotten picking», характеризующийся простыми фигурами, играемыми на басовых струнах пальцами в контрапункте к мелодии, исполняемой большим пальцем на высоких струнах. National Public Radio констатировало, что «её влияние передалось из поколения в поколение, пронизывая каждый жанр музыки»
В своей юности она написала несколько своих песен, в частности «Freight Train» (написанную в 12 лет), ставшую наиболее узнаваемой в её репертуаре.
С 13 лет Элизабет стал работать горничной вместе с матерью. В 17 лет (по другим данным в 15) она вышла замуж за Фрэнка Коттена. После рождения дочери семья ездила по востоку США между Северной Каролиной, Нью-Йорком и Вашингтоном, осев наконец близ Вашингтона. В то время Элизабет Коттен играла на гитаре лишь в кругу семьи, а затем и вовсе оставила гитару, поддавшись церкви, где её отговаривали от занятий гитарой как «мирской музыкой для дьявола». Когда её дочь вышла замуж, Элизабет Коттен развелась и в дальнейшем жила в семье дочери. До 60-летнего возраста Элизабет Коттен не выступала на публике, забросив гитару вообще — до тех пор пока на неё не обратила внимание семья фолк-музыкантов Сигеров. Недолгое время в 1943 году Элизабет Коттен работала в универмаге, где помогла потерявшейся девочке найти свою мать. Девочку звали Пегги Сигер, она стала впоследствии известной фолк-певицей, а матерью была Рут Сигер, известный композитор, «одна из самых важных модернистских композиторов XX века». Отцом Пегги был также известный композитор Чарльз Сигер, отец Пита Сигера и фолк-певца Майка Сигера. Случайное знакомство привело к тому, что Элизабет Коттен стала работать горничной в доме Сигеров, и там же она получила своё прозвище Либба (маленькие дети Сигеров не могли выговорить имя Элизабет). Нахождение в музыкальной семье способствовало тому, что Элизабет Коттен вновь взяла в руки гитару и начала осваивать её почти заново. Однако Сигеры обнаружили виртуозность и богатство репертуара певицы лишь через несколько лет. Во второй половине 1950-х Майк Сигер начал записывать Элизабет Коттен дома на катушечный магнитофон. Эти записи вскоре превратились в альбом Folksongs and Instrumentals with Guitar, выпущенный Folkways Records в 1958 году. После выхода альбома песни Элизабет Коттен, и особенно «Freight Train», исполнялись множеством музыкантов, в их числе Peter, Paul and Mary, Джерри Гарсия, Боб Дилан, Джо Дассен, Джоан Баэз, Девендра Банхарт, Лора Гибсон, Лора Вирс, Док Уотсон, Тадж Махал, Джеофф Фарина, Эстер Офарим и Grateful Dead. В 1956 году Час МакДевитт и Нэнси Виски записали кавер-версию этой песни для UK Records, ставшей большим хитом, и оказавшей большое влияние на развитие скиффла в Великобритании. При этом они присвоили себе авторские права на песню, но позднее адвокаты семьи Сигер сумели восстановить их и закрепить права за Коттен, которая стала получать треть от гонораров за песню.
В 1960 году Элизабет Коттен дала первый концерт (вместе с Майком Сигером). В 1960-х Элизабет Коттен много выступала, в том числе на таких известных площадках, как Newport Folk Festival и Smithsonian Folklife Festival, деля сцену с такими музыкантами, как Миссисипи Джон Хёрт, Джон Ли Хукер и Мадди Уотерс. В 1967 году Коттен выпустила второй альбом, записанный с участием её внуков и 12-летней правнучки Бренды Эванс, впоследствии певицы в группе Undisputed Truth. В 1972 году Элизабет Коттен получила Национальную народную премию Берла Айвза за вклад в американскую народную музыку.
Артистка продолжала активную карьеру до середины 1980-х, в 1985 году став лауреатом Грэмми за альбом Elizabeth Cotten Live. Последний свой концерт, организованный звездой фолка Одеттой, Элизабет Коттен дала весной 1987 года в Нью-Йорке.
В 1984 году получила награду National Heritage Fellowship, присуждаемую Национальным фондом искусств США, высшую награду, присуждаемую правительством США за заслуги в области народного искусства. Включена в книгу Брайана Ланкера «Я мечтаю о мире: портреты чернокожих женщин, изменивших Америку», где она оказалась в компании Розы Паркс, Мэриан Андерсон и Опры Уинфри.
Элизабет Коттен умерла в больнице в Сиракьюз в 1987 году в возрасте 94 лет.
По словам Даны Клипп, одной из её гитарных аккомпаниаторов: «Несмотря на влияние других, кого она слышала, Элизабет была настоящим, подлинным источником, восходящим к началу века. Она была связующим звеном с этим аутентичным стилем. Будучи одним из открытий во время фолк-бума 1950-х годов, она смогла оставить после себя великолепную документацию своего стиля игры. Музыку Коттен часто называли блюзом, но она имела большее влияние рэгтайма… Её стиль игры левой рукой на гитаре для правой руки был уникальным, порождающим звук, не похожий ни на что, что мог бы имитировать правша. Эта техника придаёт её музыке более мягкое, почти классическое звучание. Комбинация её беспрецедентной техники и её привычки использовать лёгкие струны способствовали такому звуку».
«Стиль игры Элизабет Коттен на фингер-гитаре был глубоко самобытным, полным неожиданных ритмических и гармонических нюансов». Сью Фоули сказала, что «Она берёт аккорды в неожиданных местах. Я просто слушаю и стараюсь перенять её стиль. Но невозможно звучать в точности как Элизабет Коттен — она звучит только как она» 

## Дискография

### LP
- Folksongs and Instrumentals with Guitar (1958)
- Vol. 2: Shake Sugaree (1967)
- Vol. 3: When I’m Gone (1979)

### CD
- Freight Train and Other North Carolina Folk Songs and Tunes (также известен как Folksongs and Instrumentals with Guitar) (1958)
- Shake Sugaree
- Live! (1983)
- Vol. 3: When I’m Gone (1979)

## Фильмография
- Masters of the Country Blues: Elizabeth Cotten and Jesse Fuller (1960)
- Me and Stella: A Film about Elizabeth Cotten (1976)
- Elizabeth Cotten Portrait Collection (1977—1985)
- Homemade American Music (1980)
- Libba Cotten: An Interview and Presentation Ceremony (1985)
- Elizabeth Cotten with Mike Seeger (1994)
- Legends of Traditional Fingerstyle Guitar (1994)
- Mike Seeger and Elizabeth Cotten (1991)
- Jesse Fuller and Elizabeth Cotten (1992)
- The Downhome Blues (1994)
- John Fahey, Elizabeth Cotten: Rare Performances and Interviews (1969 & 1994)
- Rainbow Quest with Pete Seeger. Judy Collins and Elizabeth Cotten (2005)
- Elizabeth Cotten in Concert, 1969, 1978, and 1980 (1969 & 2003)
- The Guitar of Elizabeth Cotten (2002)